# Trionymus agrestis
Trionymus agrestis är en insektsart som beskrevs av Wang och Zhang 1990. Trionymus agrestis ingår i släktet Trionymus och familjen ullsköldlöss. Inga underarter finns listade i Catalogue of Life.